# Chavanoz
Chavanoz är en kommun i departementet Isère i regionen Auvergne-Rhône-Alpes i sydöstra Frankrike. Kommunen ligger i kantonen Pont-de-Chéruy som tillhör arrondissementet Vienne. År 2022 hade Chavanoz 5 090 invånare.

## Befolkningsutveckling
Antalet invånare i kommunen Chavanoz
Referens:INSEE